# Christine Christ-von Wedel
Christine Christ-von Wedel (* 1948 in Reinbek als Christine von Wedel) ist eine deutsch-schweizerische Historikerin.

## Leben
Christine Christ machte 1967 das Abitur und studierte von 1968 bis 1971 Geschichte, Philosophie und Kirchengeschichte an der Philosophischen und der Theologischen Fakultät der Universität Basel sowie Gesang an der Musikakademie Basel. 1979 wurde sie mit einer Dissertation über Erasmus von Rotterdam promoviert. 1999 nahm sie einen Lehrauftrag an der Theologischen Fakultät der Universität Zürich wahr. Von 2012 bis 2015 war sie Präsidentin des Vorstandes von mission 21. 2015 erhielt sie den Wissenschaftspreis der Stadt Basel. Ihren Forschungsschwerpunkt bilden Humanismus und Reformation. Christine Christ-von Wedel ist verheiratet mit dem Pfarrer Hieronymus Christ.

## Schriften (Auswahl)
Als Autorin:
- Das Nichtwissen bei Erasmus von Rotterdam. Zum philosophischen und theologischen Erkennen in der geistigen Entwicklung eines christlichen Humanisten (= Basler Beiträge zur Geschichtswissenschaft. Bd. 142). Helbing und Lichtenhahn, Basel/Frankfurt am Main 1981 (Dissertation).
- „Du führst meinen Geist ins Weite“. Kleine Beiträge zur abendländischen Geistesgeschichte. Helbing und Lichtenhahn, Basel 1997 (Auswahl von Vorträgen).
- Erasmus von Rotterdam. Anwalt eines neuzeitlichen Christentums. Lit, Münster 2003.
- Erasmus of Rotterdam. Advocate of a New Christianity. University of Toronto Press, Toronto 2013 (erweiterte und stark überarbeitete englische Fassung der Monografie von 2003).
- Erasmus von Rotterdam. Ein Porträt. Schwabe Verlag, Basel 2017. (= Schwabe reflexe, Bd. 45).
  - Erasmus of Rotterdam. A portrait. Schwabe Verlag, Basel 2020.

Als Herausgeberin:
- Theodor Bibliander (1505–1564). Ein Thurgauer im gelehrten Zürich der Reformationszeit. Verlag Neue Zürcher Zeitung, Zürich 2005.
- mit Urs B. Leu: Erasmus in Zürich. Eine verschwiegene Autorität. Verlag Neue Zürcher Zeitung, Zürich 2007.
- mit Sven Grosse: Auslegung und Hermeneutik der Bibel in der Reformationszeit. De Gruyter, Berlin 2017, ISBN 978-3-11-046277-7.